# Dopamină
Dopamina este unul dintre principalii neurotransmițători de la nivelul sistemului nervos, o substanță care transmite informația între neuronii creierului, această substanță fiind implicată într-o varietate largă de activități diferite (de exemplu controlul motilității, al mișcărilor musculare).

## Istoric
Dopamina a fost pentru prima oară sintetizată de George Barger în 1910 cu ajutorul colegului său James Ewens, la laboratoarele Wellcome din Londra. A fost denumită dopamină deoarece este o monoamină, iar precursorul său sintetic este 3,4-dihidroxyphenilalanină (L-DOPA). Funcția dopaminei ca neurotransmițător a fost identificată pentru prima oară în 1958 de către Arvid Carlsson și Hillarp Nils-Åke de la Laboratorul de Chimie Farmacologică a inimii, din Suedia.

## Efecte fiziologice
Dopamina, produs al nucleilor mijlocii hipotalamici, are un efect inhibitor asupra prolactinei.
„Dopamina servește mai multe funcții complexe în creier și doar știința creierului la nivel de grădiniță o descrie ca fiind un drog adictiv.”
„... dacă ar fi să postești de la dopamină, probabil că ar fi fatal (mortal)” a declarat Michael Treadway, de la Emory University.
Dopamina nu este „hormonul plăcerii” iar paradigma psihologică a dopaminei este „dorință (poftă, râvnire), nu plăcere”.

### Neurotransmițător
Dopamina este un neurotransmițător excitator în faza de emisie a procesului de ejaculare și apoi în expulsia lichidului seminal.

## Formula chimică de structură
Formulă chimică C8H11NO2

## Biosinteză
Biosinteza dopaminei este un proces în două etape, începând cu aminoacidul tirozină. O a doua grupare hidroxil este atașata tirozinei formând levodopa, sau L-dopa. Acest proces este catalizat de enzima tirozin hidroxilază. Dopamina se formează prin îndepărtarea acidului carboxilic din L-dopa, reacție catalizată de dopa-decarboxilaza.